# El Cuá
El Cuá est une municipalité nicaraguayenne du département de Jinotega au Nicaragua.